# On Fire (Michel Camilo)
On Fire è un album in studio del pianista dominicano Michel Camilo, pubblicato nel 1989 dalla Epic Records. Tutti i brani, eccetto la traccia 9, sono composizioni dello stesso Michel Camilo.

## Descrizione
Il disco fu registrato in digitale il 20, 24 e 25 giugno 1989 ai Clinton Recording Studios di New York (Stati Uniti).

## Tracce
1. Island Stomp – 5:22 (Michel Camilo)
2. If You Knew... – 3:53 (Michel Camilo)
3. Uptown Manhattan – 4:49 (Michel Camilo)
4. Friends – 4:50 (Michel Camilo)
5. Hands And Feet – 4:27 (Michel Camilo)
6. This Way Out – 5:55 (Michel Camilo)
7. In Love – 5:08 (Michel Camilo)
8. And Sammy Walked In – 5:12 (Michel Camilo)
9. Softly, As in a Morning Sunrise – 5:48 (testo: Oscar Hammerstein II – musica: Sigmund Romberg)
10. On Fire – 6:11 (Michel Camilo)

## Musicisti
- Michel Camilo - pianoforte
- Marc Johnson - basso (brani 2, 3, 4, 7)
- Michael Bowie - basso (brani 1, 6, 8, 9, 10)
- Marvin "Smitty" Smith - batteria (brani 2, 3, 4, 7, 9)
- Dave Weckl - batteria (brani 1, 6, 8)
- Joel Rosenblatt - batteria (brano 10)
- Sammy Figueroa - congas (brano 8)